# 隅田町
隅田町（すみだまち）とは、東京府南葛飾郡にかつて存在した町である。現在の墨田区の北部に位置していた。

## 沿革
- 1889年（明治22年）5月1日 - 町村制の施行に伴い、以下の8村の各一部が合併して隅田村が発足（カッコ内は残部の編入先）。
  - 善左衛門村の大部分（大木村）
  - 若宮村の大部分（寺島村、立石村）
  - 隅田村の大部分（寺島村、南綾瀬村）
  - 木ノ下村飛地（大木村）
  - 堀切村飛地（南綾瀬村）
  - 篠原村飛地（立石村）
  - 四ッ木村飛地（立石村）
  - 上木下川村飛地（大木村）
- 1923年（大正12年）8月15日 - 隅田村が町制施行して隅田町となる。
- 1914年（大正3年）4月1日 - 荒川放水路設置に伴い、大字若宮の大部分が収用される。また荒川放水路右岸に残った部分は本田村[1]と南綾瀬村[2]にそれぞれ編入された。
隅田村発足時に編入した飛地のうち、もと堀切村飛地は南綾瀬村に、もと篠原村飛地およびもと四ツ木村飛地は立石村が村名変更した本田村にそれぞれ編入され、結果的に本村と同じ自治体に収まった。
- 1932年（昭和7年）10月1日 - 南葛飾郡全域が東京市に編入。隅田町の区域は向島区となり、隅田町一〜三丁目（大字隅田の大部分）、隅田町四丁目（大字善左衛門・若宮・上木下川の全域・大字隅田字高森島の一部）を設置。
- 1934年（昭和9年）6月1日 - 向島区隅田町二丁目の元綾瀬川以北と足立区千住曙町の元綾瀬川以南を交換（町域変更の協議自体は東京市編入前より隅田町と千住町とで行われていた。）。
- 1947年（昭和22年）3月15日 - 向島区が本所区と合併して墨田区を新設。

## 経済

### 産業
農業
『大日本篤農家名鑑』によれば、隅田村の篤農家は「牟田口重蔵、鶴岡幸一郎、中村久次郎」などがいた。

## 交通

### 鉄道
- 東武鉄道
  - 伊勢崎線 ： 鐘ヶ淵駅

## 現在の地名
墨田、堤通二丁目（いずれも大体の範囲）

## 出身・ゆかりのある人物
- 鶴岡和修（衆議院議員、東京府会議員、亀戸町長、旧名・和文）[4]